# Wodajo Bulti
Wodajo Bulti (ur. 11 marca 1957) – etiopski lekkoatleta specjalizujący się w biegach długodystansowych oraz przełajowych.

## Sukcesy sportowe
| Rok  | Miasto          | Zawody                                    | Konkurencja                     | Wynik                       |
| ---- | --------------- | ----------------------------------------- | ------------------------------- | --------------------------- |
| 1982 | Kair            | Mistrzostwa Afryki                        | bieg na 5000 m bieg na 1500 m   | złoty medal brązowy medal   |
| 1982 | Rzym            | Mistrzostwa świata w biegach przełajowych | drużynowo                       | złoty medal                 |
| 1983 | Helsinki        | Mistrzostwa świata                        | bieg na 5000 m                  | 7. miejsce                  |
| 1983 | Gateshead       | Mistrzostwa świata w biegach przełajowych | drużynowo                       | złoty medal                 |
| 1984 | Moskwa          | Zawody Przyjaźń-84                        | bieg na 10 000 m bieg na 5000 m | srebrny medal brązowy medal |
| 1984 | East Rutherford | Mistrzostwa świata w biegach przełajowych | drużynowo                       | złoty medal                 |
| 1985 | Kair            | Mistrzostwa Afryki                        | bieg na 5000 m bieg na 10 000 m | złoty medal                 |
| 1985 | Lizbona         | Mistrzostwa świata w biegach przełajowych | drużynowo indywidualnie         | złoty medal brązowy medal   |
| 1985 | Canberra        | Puchar świata                             | bieg na 10 000 m bieg na 5000 m | 1. miejsce 3. miejsce       |
| 1986 | Colombier       | Mistrzostwa świata w biegach przełajowych | drużynowo                       | srebrny medal               |
| 1987 | Warszawa        | Mistrzostwa świata w biegach przełajowych | drużynowo                       | brązowy medal               |

## Rekordy życiowe
- bieg na 1500 metrów – 3:40,08 – Budapeszt 30/06/1982
- bieg na 3000 metrów – 7:40,64 – Bruksela 26/08/1983
- bieg na 5000 metrów – 13:07,29 – Rieti 16/09/1982
- bieg na 10 000 metrów – 27:29,41 – Helsinki 02/07/1987
- bieg maratoński – 2:08:44 – Rotterdam 17/04/1988